# Gare de Montlouis
Gare de Montlouis – przystanek kolejowy w Montlouis-sur-Loire, w departamencie Indre i Loara, w Regionie Centralnym, we Francji.
Dziś jest przystankiem kolejowym Société nationale des chemins de fer français (SNCF), obsługiwany przez pociągi TER Centre kursujących między stacjami Blois i Tours.